# Barosaurus
Barosaurus /ˌbær[invalid input: 'ɵ']ˈsɔːrəs/ BARR-o-SAWR-əs; là một chi khủng long khổng lồ, đuôi dài, cổ dài, là loài khủng long ăn thực vật liên quan chặt chẽ và là họ hàng với Diplodocus. Vẫn có thể tìm thấy hóa thạch của chúng trong hệ địa chất Morrison vào Hậu kỷ Jura, cùng với năm Sauropoda khác: Diplodocus, Apatosaurus, Camarasaurus, Brachiosaurus và Haplocanthosaurus, cũng như các động vật ăn thịt như khủng long Allosaurus và khủng long phiến sừng Stegosaurus. Hóa thạch của chúng nằm trong địa tầng khu 2-5 của hệ địa chất Morrison.

## Từ nguyên
Tên của Barosaurus có nghĩa là "thằn lằn nặng": barys/ βαρυς trong tiếng Hy Lạp có nghĩa là 'nặng' và saurus / σαυρος có nghĩa là "thằn lằn"